# 1030 (szám)
Az 1030 (római számmal: MXXX) az 1029 és 1031 között található természetes szám.

## A szám a matematikában
A tízes számrendszerbeli 1030-as a kettes számrendszerben 10000000110, a nyolcas számrendszerben 2006, a tizenhatos számrendszerben 406 alakban írható fel.
Az 1030 páros szám, összetett szám, szfenikus szám. Kanonikus alakja 21 · 51 · 1031, normálalakban az 1,03 · 103 szorzattal írható fel. Nyolc osztója van a természetes számok halmazán, ezek növekvő sorrendben: 1, 2, 5, 10, 103, 206, 515 és 1030.
Az 1030 egyetlen szám valódiosztó-összegeként áll elő, ez az 1562.

## Csillagászat
- 1030 Vitja kisbolygó